# Солодуха, Глеб Иванович
Глеб Ива́нович Солоду́ха (27 декабря 1994, Минск) — белорусский гребец-каноист, выступает за национальную сборную Белоруссии по гребле начиная с 2013 года. Чемпион мира 2018 года. Чемпион Европы, серебряный призёр чемпионата мира, бронзовый призёр Универсиады в Казани, многократный победитель и призёр регат национального значения, мастер спорта международного класса.

## Биография
Глеб Солодуха родился 27 декабря 1994 года в Минске. Активно заниматься греблей начал с раннего детства, проходил подготовку в минской Специализированной детско-юношеской школе олимпийского резерва по водным видам спорта и в Республиканском центре олимпийской подготовки по гребным видам спорта. Тренировался под руководством О. В. Давидовича. На соревнованиях представляет спортивное общество «Динамо» и Министерство спорта и туризма Республики Беларусь.
Впервые заявил о себе в 2012 году, выступив на Чемпионате Европы среди юниоров и молодежи, где взял золотую медаль в одиночке на двухстах метрах. Год спустя взял бронзовую на Всемирной Универсиаде в Казани.
Первого серьёзного успеха на взрослом международном уровне добился в сезоне 2015 года, когда побывал на чемпионате Европы в чешском Рачице, откуда привёз награду бронзового достоинства, выигранную вместе с Денисом Махлаем в зачёте двухместных каноэ на дистанции 200 метров — в финале на финише их обошли только экипажи из России и Украины. Позже выступил на чемпионате мира в Милане, где в той же дисциплине с тем же партнёром стал серебряным призёром — в итоге их обогнали только титулованные российские гребцы Алексей Коровашков и Иван Штыль.
В 2016 году Солодуха отправился представлять страну на европейском первенстве в Москве — в программе каноэ-двоек на дистанции 200 метров в паре с Александром Волчецким взял верх над всеми своими соперниками и завоевал золотую медаль.
За выдающиеся спортивные достижения удостоен почётного звания «Мастер спорта Республики Беларусь международного класса». Является военнослужащим спортивной команды органов пограничной службы Республики Беларусь.